# گابریل فابریس
گابریل فابریس (انگلیسی: Gabriele Fabris؛ زادهٔ ۲۸ آوریل ۱۹۸۸) بازیکن فوتبال اهل ایتالیا است.